# Чита Гёрлз в Индии
Чита Гёрлз в Индии — оригинальное кино канала Дисней 2008 года. Третий и заключительный фильм трилогии о Чите Гёрлз, премьера состоялась 22 августа 2008 года. Первая часть в серии без участия Рэйвен-Симон.

## Сюжет
Галлерия уехала в Кембриджский университет в Англии. Шанель (Эдриэнн Байлон), Доринда (Сабрина Брайан) и Аква (Кили Уильямс) приглашены сниматься в новом болливудском кино «Namaste Bombay». Cheetah Girls едут в Индию. Там они встречают Рахима (Рупак Гинн), известного индийского актёра, которого они считают привлекательным, но все же несколько неуклюжим. После встречи с балетмейстером кино, Гитой (Дипти Дарьянами), все становится не так просто, как им казалось изначально. Впоследствии девушки обнаруживают, что директор мюзикла, Викрам «Вик» (Майкл Стэгер), должен выбрать только одну «читу» для роли, так как бюджета фильма хватает только на одну «звезду».

## Производство
По сценарию Чита Гёрлз собираются в Индию, играть в болливудском фильме. Как и
«Чита Гёрлз в Барселоне», новый фильм был снят не в Америке. В интервью Белон заявила, что новое кино будет сниматься в Индии, и что сейчас она проводит исследования для улучшения качества фильма. Белон также подтвердила, что весь оригинальный состав Чита Гёрлз будет присутствовать в фильме. Однако, вскоре Рэйвен-Симон не дала своего согласия на съёмку в новом фильме, ведь она начала активно заниматься сольной карьерой и уже снималась в фильмах («Поездка колледжа»)

## Саундтрек
- Hooray for Bollywood
- Hip Hop Kathak
- Animal Crackers
- Girl Scouts
- Hang with Adrienne
- Hang with Sabrina
- Get to know Kiely
- Meet the Guys
- Meet Deepti

## Релиз
На премьеру кино пришло более чем 6.2 миллиона зрителей. Он достиг 7-миллионной отметки зрителей в заключительный день кинопоказа. В Великобритании, в день премьеры фильма на ТВ, количество зрителей достигло 412 000 (канал Дисней), поставив рекорд по просмотрам.

## Выход на DVD
Расширенный музыкальный DVD и Диск blu-ray «Чита Гёрлз в Индии» был выпущен 16 декабря 2008 года в Соединённых Штатах. Он включает в себя, помимо нового саундтрека, несколько песен из предыдущих фильмов Чита Гёрлз и ремиксы на них. Также на диске содержатся кадры, не вошедшие в официальную часть, забавные моменты, интересные факты и отрывки музыкальных произведений из самого фильма. Двойной DVD был выпущен 16 марта 2009 года.